# The Baby
The Baby (bra: O Bebê) é uma minissérie de comédia de terror britânica criada por Lucy Gaymer e Siân Robins-Grace que estreou na HBO em 24 de abril de 2022 e na Sky Atlantic em 7 de julho de 2022. A série consiste em oito episódios.

## Sinopse
O programa conta a história de Natasha, a única de seu grupo de amigas de 30 e poucos anos que ainda não tem companheiro ou filhos, e que inesperadamente se vê com um bebê. Controlador, manipulador e absolutamente adorável, o bebê muda a vida de Natasha num piscar de olhos. Mas quando a natureza mortal do bebê é revelada, Natasha, cada vez mais desesperada, é forçada a encontrar uma solução.

## Elenco

### Principal
- Michelle de Swarte como Natasha Willams
- Amira Ghazalla como Sra. Eaves/Nour
- Amber Grappy como Bobbi Willams
- Albie Hills e Arthur Hills como ‘O Bebê’

### Recorrente
- Patrice Naiambana como pai de Natasha
- Sinéad Cusack como mãe de Natasha
- Shvorne Marks como Mags
- Isy Suttie como Rita
- Tanya Reynolds como Helen
- Seyan Sarvan como Nour
- Karl Davies como Jack
- Divian Ladwa como Fooze

## Lançamento
The Baby estreou na HBO em 24 de abril de 2022 e consiste em oito episódios.

## Recepção
No Rotten Tomatoes, a série detém um índice 82% de aprovação, com uma nota média de 7/10, com base em 22 críticas. O consenso dos críticos do site diz: "O tom de The Baby pode ser trêmulo como um berço, mas vale a pena cultivar sua natureza audaciosamente cômica e de terror". O Metacritic, que usa uma média ponderada, atribuiu uma pontuação de 71 em 100 com base em 9 avaliações, indicando "avaliações geralmente favoráveis".